# Roman Bugaj

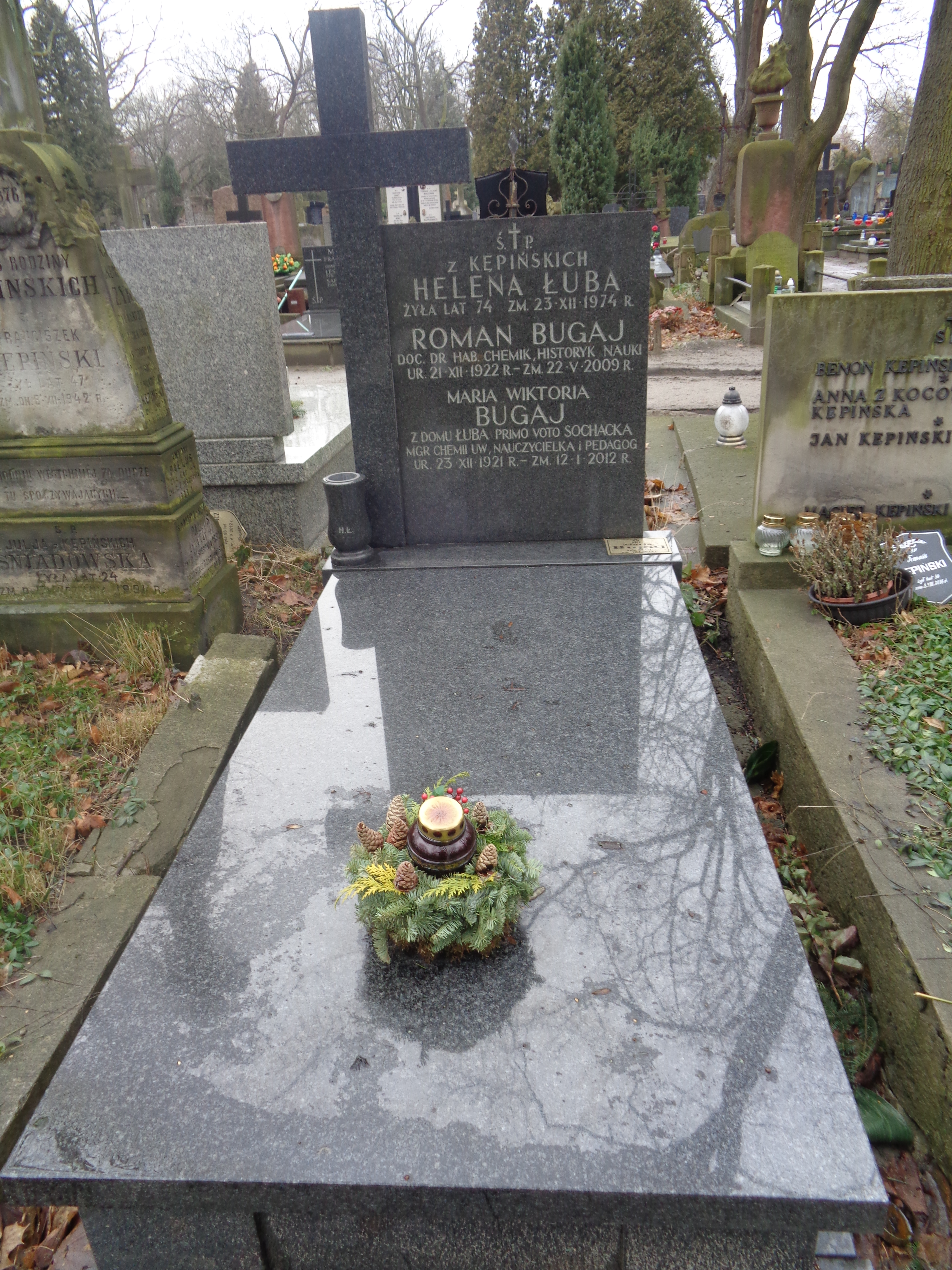
Grób Romana Bugaja na cmentarzu Powązkowskim

Roman Bugaj (ur. 21 grudnia 1922 w Warszawie, zm. 22 maja 2009 tamże) – polski chemik, docent doktor habilitowany nauk humanistycznych Uniwersytetu Warszawskiego, wiceprezes Polskiego Towarzystwa Psychotronicznego.

## Życiorys
Jego rodzicami byli Franciszek i Walentyna Bugaj (z domu Ratajczak). Ukończył gimnazjum Ludwika Lorentza w Warszawie. W czasie niemieckiej okupacji uczęszczał do Technikum Chemicznego, które ukończył w 1944. Podczas powstania warszawskiego mieszkał na Grochowie. Po wkroczeniu I Armii Wojska Polskiego, został wcielony do służby wojskowej, gdzie od 7 grudnia 1944, do 3 grudnia 1945 brał udział w walkach nad Nysą i Szprewą oraz w Sudetach, uzyskując stopień podporucznika. W 1947 rozpoczął studia na Wydziale Matematyki, Fizyki i Chemii Uniwersytetu Warszawskiego. W 1964 obronił napisaną pod kierunkiem Stanisława Herbsta pracę doktorską Michał Sędziwój (1566–1636). Życie i pisma. Habilitację uzyskał w 1974 broniąc rozprawy Nauki tajemne w Polsce w dobie Odrodzenia. Pracował na Wydziale Chemii UW oraz jako nauczyciel chemii. Swoje prace publikował w książkach oraz mniejszych formach wydawniczych. Jego badania koncentrowały się głównie wokół zagadnień związanych z chemią, historią alchemii i chemii oraz psychotroniką. Należał do rady redakcyjnej nieistniejącego już miesięcznika Trzecie Oko, biuletynu Polskiego Towarzystwa Psychotronicznego. W PTP Roman Bugaj pełnił funkcję wiceprezesa.
Pochowany na Cmentarzu Powązkowskim.

## Publikacje
- Prace balneologiczne lekarzy polskich wieku odrodzenia. „Studia i Materiały z Dziejów Nauki Polskiej”. T. 4, s. 79–109, 1956.
- W Poszukiwaniu Kamienia Filozoficznego. O Michale Sędziwoju najsłynniejszym alchemiku polskim. Warszawa: 1957. Brak numerów stron w książce
- Michał Sędziwój (1566–1636), życie i pisma. Wrocław: 1968. Brak numerów stron w książce
- Traktat o kamieniu filozoficznym. Warszawa: Państwowe Wydawnictwo Naukowe, 1971. Brak numerów stron w książce
- Nauki tajemne w Polsce w dobie odrodzenia. Wrocław: Wydawnictwo Ossolińskich, 1976. Brak numerów stron w książce
- Czarnoksięstwo i demonologia. 1976. Brak numerów stron w książce
- Koncepcje elementów ognia i powietrza u Arystotelesa i ich rola w procesach spalania i oddychania. „Kwartalnik Historii Nauki i Techniki”. 25 (1), s. 89–103, 1980.
- Chemia i alchemia w Polsce w dobie odrodzenia. „Studia i Materiały z Dziejów Nauki Polskiej”. 25, s. 23–38, 1981.
- Problem świadomości a eksterioryzacja. „Trzecie Oko. Biuletyn Psychotronika”. Nr 8, s. 30–32, 1985.
- Problem świadomości a eksterioryzacja. „Trzecie Oko. Biuletyn Psychotronika”. Nr 9, s. 7–18, 1985.
- Saletra Filozofów a odkrycie tlenu. „Kwartalnik Historii Nauki i Techniki”. 31 (3/4), s. 749–780, 1986.
- Nauki tajemne w dawnej Polsce – MISTRZ TWARDOWSKI. Wrocław: Wydawnictwo Ossolińskich, 1986. ISBN 83-04-01659-1. Brak numerów stron w książce
- Eksterioryzacja. 1990. Brak numerów stron w książce
- Hermetyzm. Wrocław: Wydawnictwo Zakładu Narodowego im. Ossolińskich, 1991. Brak numerów stron w książce
- Renesansowy poemat o soli kamiennej: Adam Schröter „Salinarium Vieliciensium descriptio”. „Kwartalnik Historii Nauki i Techniki”. 44 (2), s. 61–94, 1999.
- Palingeneza – rozprawa o homunkulusach i nieśmiertelności. Wydawnictwo Arcanus, 2010. ISBN 978-83-88079-25-2. Brak numerów stron w książce